# Hemieuxoa annapurna
Hemieuxoa annapurna är en fjärilsart som beskrevs av Márton Hreblay och Ronkay. Hemieuxoa annapurna ingår i släktet Hemieuxoa och familjen nattflyn. Inga underarter finns listade i Catalogue of Life.